# 莱茵斯贝格
莱茵斯贝格（德語：Rheinsberg，發音：[ˈʁaɪnsbɛʁk] ⓘ）是德国勃兰登堡州东普里格尼茨-鲁平县的城市，面积328.21平方千米，2023年12月31日人口为7,971人。